# Göttwitz

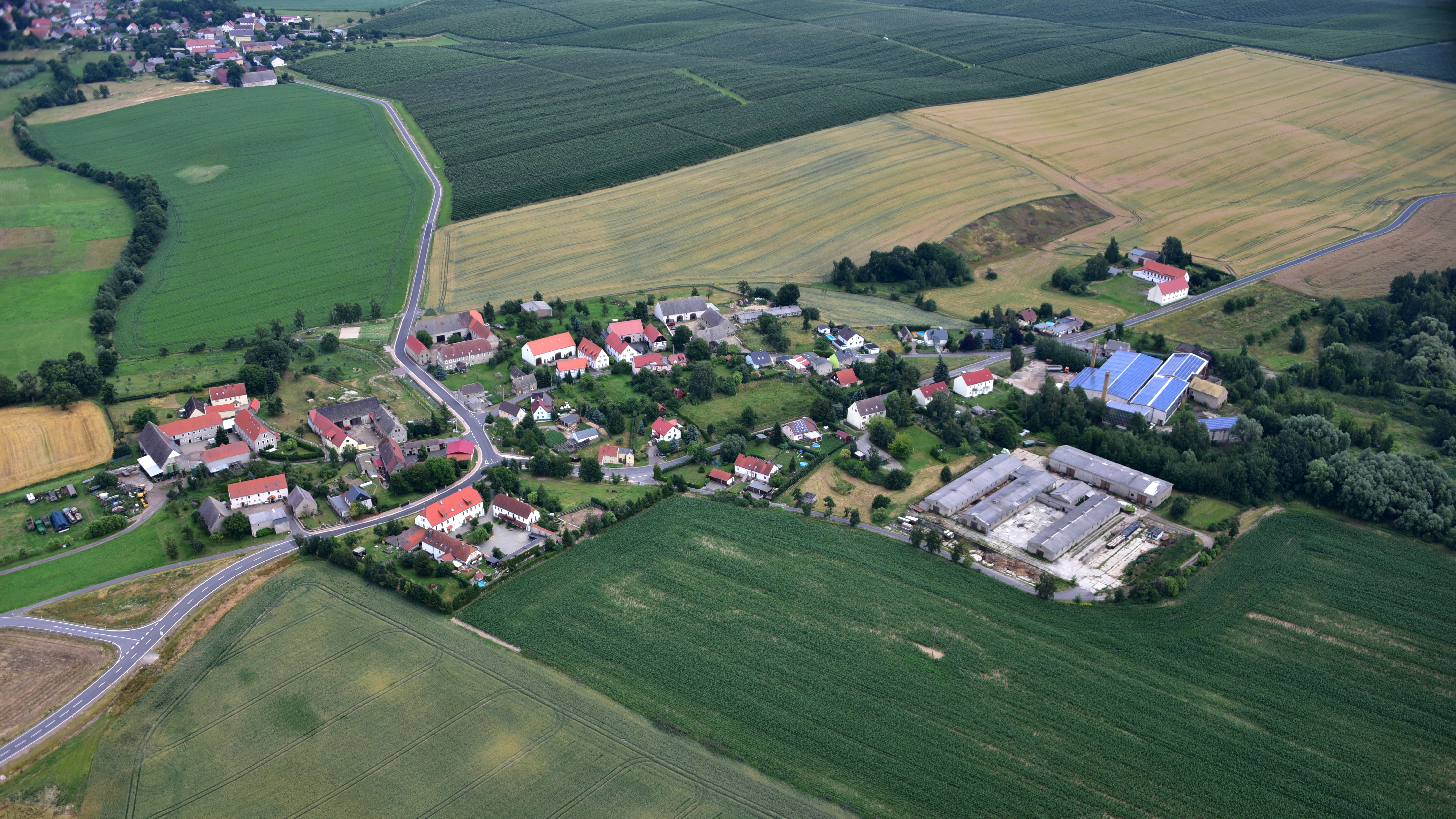
Göttwitz, Luftaufnahme (2017)

Göttwitz ist ein Dorf im Landkreis Leipzig in Sachsen. Politisch gehört der Ort seit 2012 zu Grimma. Er liegt an der Staatsstraße S 38 zwischen Mutzschen und Wermsdorf.
Urkundlich wurde Göttwitz 1028 das erste Mal als „Chotiza“ genannt. Weitere Nennungen waren:
- 1378: Gatewicz
- 1421: Gotenwicz
- 1446/48: Gottewitz
- 1529: Gotwitz
- 1577: Göttewitz
- 1791: Göttwitz

Am 1. Januar 1952 wurde Wetteritz nach Göttwitz eingemeindet. Am 1. Januar 1974 wurde Göttwitz nach Mutzschen eingemeindet. Mit der Eingemeindung von Mutzschen nach Grimma am 1. Januar 2012, ist Göttwitz seither ein Gemeindeteil von Letzterem.

## Entwicklung der Einwohnerzahl
| Jahr | Einwohnerzahl                                |
| ---- | -------------------------------------------- |
| 1551 | 10 besessene Mann, 14 Inwohner, 14 1⁄2 Hufen |
| 1764 | 8 besessene Mann, 2 Häusler, 6 1⁄2 Hufen     |
| 1834 | 125                                          |
| 1871 | 134                                          |

| Jahr | Einwohnerzahl |
| ---- | ------------- |
| 1890 | 153           |
| 1910 | 183           |
| 1925 | 163           |
| 1939 | 155           |

| Jahr   | Einwohnerzahl |
| ------ | ------------- |
| 1946   | 236           |
| 1950   | 346           |
| 1964 1 | 244           |

## Sehenswürdigkeiten
- das Kriegerdenkmal des Ortes wurde 1920 für die Gefallenen des Ersten Weltkrieges errichtet

Storchennest und Storchentafel (Chronik)